# YTE (読売テレビグループ)
株式会社YTE（ワイティーイー、英: YTE LTD.）は、主に読売テレビのテレビ番組やイベントの企画・制作・広告・販売・管理、それらに関する音楽出版などの業務を行う日本の企業。読売テレビ放送の子会社。
旧商号は「株式会社読売テレビエンタープライズ（英: Yomiuri-TV Enterprise Ltd.）」で、2024年5月1日に現商号に変更。

## 会社概要

### 所在地
- 大阪本社 - 大阪市中央区城見1-3-50 読売テレビ本社 west wing 7F
- 東京支社 - 東京都港区東新橋1-6-1 日本テレビタワー20F

### 関連会社
- 読売テレビ放送株式会社
- 株式会社ytv Nextry
- 株式会社よみうりテレビサービス
- 株式会社エイデック
- 株式会社センテンス
- 株式会社デジタルウェーブ
- 株式会社ytvメディアデザイン
- ANIME SOLS有限責任事業組合（LLP）

日本国外向けのアニメ作品の動画配信サイト『ANIME SOLS』を運営。YTEや読売テレビ（ytv）、エイデックに加え、アニメ制作会社のぴえろ・手塚プロダクション・タツノコプロやquarkproの4社が出資する。

## 主な制作番組

### テレビ番組

#### バラエティ
- たかじんのそこまで言って委員会
- 情報ライブ ミヤネ屋
- 浜ちゃんが!
- 秘密のケンミンSHOW
- ダウンタウンDX
- グッと!地球便
- にけつッ!!
- 嗚呼!花の料理人
- ゲツキン!
- ザ・狩人
- スパルタンMX（TOKYO MXにて放送）
- エンプラ!!（TOKYO MXおよびKBS京都にて放送）

#### ドラマ
- 夢をかなえるゾウ

#### アニメ
古くから、日本テレビ系列にて全国ネットで放送される読売テレビのテレビアニメの製作に参加している。また、2011年頃からはTOKYO MXなどの独立局を中心に放送されるアニメ番組群（ウィキペディアにおけるUHFアニメ）の製作委員会にも多数参加しているが、中には読売テレビで放送されない作品もある。この場合、サンテレビなどの独立局や他のキー局系列局で放送されるか、近畿地方のどの放送局でも放送されない事例も少なくない。BSではBSフジにて放送されることが比較的多い。
2009年7月には読売テレビの東京支社内に「アニメ事業部」が広告代理部門から独立する形で設立され、同局から諏訪道彦を部長として招き入れ、同局との連携を強化した。また、UHFアニメへの参入後はコミックマーケットの企業ブースにも出展するようになった。
当社参加かつ読売テレビで放送中のUHFアニメは、同局が運営する動画配信サービスの『ytv MyDo!』に供給されており、TVerでも読売テレビ（日本テレビ系列）の番組として扱われている。
読売テレビ製作・日本テレビ系列全国ネットで放送された作品については同枠以外で放送された作品も含め「読売テレビ制作土曜夕方枠のアニメ」を参照。その他の作品については以下の一覧で列挙する。
記号の凡例
- ▽ - 放送時間が15分以下の短編アニメ

| 作品名                                                                                     | 放送期間 | 製作参加局                                   | 近畿地方での放送局                               | 記号・備考                  |
| ------------------------------------------------------------------------------------------ | --- | -------------------------------------------- | ------------------------------------------------ | --------------------------- |
| スーキャット                                                                               | 1980年4 - 10月期 | -                                            | 読売テレビ                                       | ▽/                          |
| まっすぐにいこう。                                                                         | 第1期 - 2003年8月 第2期 - 2004年3・4月 | 読売テレビ                                   | 読売テレビ                                       |                             |
| エンジェル・ハート                                                                         | 2005年10月期 - 2006年7月期 | 読売テレビ                                   | 読売テレビ                                       |                             |
| カオス;ヘッド -CHAOS;HEAD-                                                                 | 2008年10月期 | -                                            | -                                                |                             |
| ドラゴンクライシス!                                                                        | 2011年1月期 | 読売テレビ キッズステーション                | 読売テレビ                                       | [ 注釈 2 ]                  |
| 花咲くいろは                                                                               | 2011年4・7月期 | 読売テレビ キッズステーション                | 読売テレビ                                       | 音楽協力                    |
| WORKING'!!                                                                                 | 2011年10月期 | -                                            | 読売テレビ                                       | [ 注釈 3 ]                  |
| 輪廻のラグランジェ                                                                         | 第1期 - 2012年1月期 第2期 - 2012年7月期 | 読売テレビ                                   | 読売テレビ                                       | 音楽協力                    |
| 緋色の欠片                                                                                 | 第1期 - 2012年4月期 第二章 - 2012年10月期 | キッズステーション                           | 読売テレビ                                       |                             |
| てーきゅうシリーズ                                                                         | 第1期 - 2012年10月期 第2期 - 2013年7月期 第3期 - 2013年10月期 第4期/高宮なすのです! - 2015年4月期 第5期 - 2015年7月期 第6期 - 2015年10月期 第7期 - 2016年1月期 うさかめ - 2016年4月期 第8期 - 2016年10月期 第9期 - 2017年7月期 | -                                            | サンテレビ                                       | ▽/                          |
| ラブライブ!（第1期）                                                                       | 2013年1月期 | -                                            | 読売テレビ                                       | 協力                        |
| 石田とあさくら                                                                             | 2013年1月期 | -                                            | -                                                | ▽                           |
| 翠星のガルガンティア                                                                       | 2013年4月期 | -                                            | 読売テレビ                                       |                             |
| 有頂天家族シリーズ                                                                         | 第1期 - 2013年7月期 第2期 - 2017年4月期 | KBS京都                                      | KBS京都 サンテレビ                               | KBS京都は協力               |
| 世界でいちばん強くなりたい!                                                                | 2013年10月期 | AT-X ラジオ大阪                              | 読売テレビ                                       |                             |
| ノブナガン                                                                                 | 2014年1月期 | 読売テレビ                                   | 読売テレビ                                       |                             |
| 極黒のブリュンヒルデ                                                                       | 2014年4月期 | 読売テレビ                                   | 読売テレビ                                       |                             |
| 魔法少女大戦                                                                               | 2014年4・7月期 | -                                            | -                                                | ▽/企画協力                  |
| 人生相談テレビアニメーション「人生」                                                       | 2014年7月期 | 読売テレビ                                   | 読売テレビ                                       |                             |
| 毎度!浦安鉄筋家族                                                                          | 2014年7月期 | TOKYO MX                                     | サンテレビ                                       | ▽/企画協力                  |
| ヤマノススメ                                                                               | セカンドシーズン - 2014年7・10月期 サードシーズン - 2018年7月期 | TOKYO MX ラジオ大阪                          | KBS京都（セカンド） 読売テレビ（サード）         | ▽/                          |
| オオカミ少女と黒王子                                                                       | 2014年10月期 | 読売テレビ                                   | 読売テレビ                                       |                             |
| 夜ノヤッターマン                                                                           | 2015年1月期 | 読売テレビ                                   | 読売テレビ                                       |                             |
| うわばきクック                                                                             | 2015年1月期 | 読売テレビ                                   | 読売テレビ                                       | ▽/音楽制作・制作協力        |
| 雨色ココアシリーズ                                                                         | 第1期 - 2015年4月期 第2期 - 2015年10月期 第3期 - 2016年10月期 第4期 - 2017年10月期 第5期 - 2019年1月期 | -                                            | サンテレビ                                       | ▽                           |
| ビキニ・ウォリアーズ                                                                       | 2015年7月期 | -                                            | -                                                | ▽/企画協力                  |
| 虹色デイズ                                                                                 | 2016年1・4月期 | 読売テレビ                                   | 読売テレビ                                       | ▽                           |
| 美少女遊戯ユニット クレーンゲールシリーズ                                                  | 第1期 - 2016年4月期 第2期 - 2016年10月期 | -                                            | -                                                | ▽/第2期は音楽制作も担当     |
| とんかつDJアゲ太郎                                                                         | 2016年4月期 | 読売テレビ                                   | 読売テレビ                                       | ▽                           |
| 不機嫌なモノノケ庵                                                                         | 第1期 - 2016年7月期 第2期 - 2019年1月期 | AT-X                                         | 読売テレビ                                       |                             |
| SERVAMP-サーヴァンプ-                                                                      | 2016年7月期 | メ〜テレ AT-X                                | サンテレビ                                       | メ〜テレは企画協力          |
| エルドライブ【ēlDLIVE】                                                                    | 2017年1月期 | -                                            | 読売テレビ                                       |                             |
| にゃんこデイズ                                                                             | 2017年1月期 | -                                            | サンテレビ                                       | ▽                           |
| セントールの悩み                                                                           | 2017年7月期 | -                                            | -                                                |                             |
| イケメン戦国◆時をかけるが恋ははじまらない                                                  | 2017年7月期 | -                                            | サンテレビ                                       | ▽                           |
| アニメガタリズ                                                                             | 2017年10月期 | -                                            | -                                                |                             |
| 伊藤潤二『コレクション』                                                                   | 2018年1月期 | -                                            | -                                                |                             |
| ニル・アドミラリの天秤                                                                     | 2018年4月期 | BSフジ                                       | サンテレビ                                       |                             |
| ありすorありす                                                                             | 2018年4月期 | -                                            | サンテレビ                                       | ▽                           |
| ISLAND                                                                                     | 2018年7月期 | -                                            | サンテレビ                                       |                             |
| ほら、耳がみえてるよ!                                                                      | 第1期 - 2018年10月期 第2期 - 2019年4月期 | -                                            | サンテレビ（第1期のみ）                          | ▽                           |
| ユリシーズ ジャンヌ・ダルクと錬金の騎士                                                    | 2018年10月期 | -                                            | サンテレビ                                       |                             |
| この世の果てで恋を唄う少女YU-NO                                                            | 2019年4・7月期 | メ〜テレ BSフジ AT-X                         | 朝日放送テレビ                                   |                             |
| 群青のマグメル                                                                             | 2019年4月期 | -                                            | サンテレビ                                       |                             |
| Re:ステージ! ドリームデイズ♪                                                               | 2019年7月期 | -                                            | 読売テレビ                                       |                             |
| 本好きの下剋上 司書になるためには手段を選んでいられません                                  | 第1期 - 2019年10月期 第2期 - 2020年4月期 第3期 - 2022年4月期 | BSフジ WOWOW                                 | 第1期・第2期 - 朝日放送テレビ 第3期 - 読売テレビ | [ 注釈 11 ] [ 注釈 12 ]     |
| 警視庁 特務部 特殊凶悪犯対策室 第七課 -トクナナ-                                           | 2019年10月期 | AT-X                                         | サンテレビ                                       |                             |
| 魔術士オーフェンはぐれ旅シリーズ                                                           | 第1期 - 2020年1月期 第2期 - 2021年1月期 第3期 - 2023年1月期 第4期 - 2023年4月期 | 日本テレビ BSフジ WOWOW                      | -                                                | [ 注釈 14 ]                 |
| 理系が恋に落ちたので証明してみた。シリーズ                                                 | 第1期 - 2020年1月期 第2期 - 2022年4月期 | 北海道文化放送 BS11（第1期） BSフジ（第2期） | 第1期 - 毎日放送 第2期 - サンテレビ              |                             |
| ぼくのとなりに暗黒破壊神がいます。                                                         | 2020年1月期 | AT-X                                         | サンテレビ                                       |                             |
| 継つぐもも                                                                                 | 2020年4月期 | 中京テレビ BSフジ AT-X                       | -                                                | 第1期『つぐもも』には不参加 |
| 憂国のモリアーティ                                                                         | 第1クール - 2020年10月期 第2クール - 2021年4月期 | 毎日放送                                     | 毎日放送                                         |                             |
| 無能なナナ                                                                                 | 2020年10月期 | BSフジ AT-X                                  | サンテレビ                                       |                             |
| 怪物事変                                                                                   | 2021年1月期 | -                                            | 読売テレビ                                       |                             |
| EX-ARM エクスアーム                                                                        | 2021年1月期 | BSフジ                                       | サンテレビ                                       |                             |
| MARS RED                                                                                   | 2021年4月期 | -                                            | 読売テレビ                                       | 当社の設立50年記念作品      |
| ドラゴン、家を買う。                                                                       | 2021年4月期 | -                                            | 読売テレビ                                       |                             |
| 死神坊ちゃんと黒メイド                                                                     | 第1期 - 2021年7月期 第2期 - 2023年7月期 第3期 - 2024年4月期 | BS11                                         | 読売テレビ                                       |                             |
| チート薬師のスローライフ〜異世界に作ろうドラッグストア〜                                   | 2021年7月期 | BS11                                         | -                                                |                             |
| さんかく窓の外側は夜                                                                       | 2021年10月期 | -                                            | サンテレビ                                       |                             |
| 終末のハーレム                                                                             | 2022年1月期 | AT-X                                         | -                                                |                             |
| 錆色のアーマ-黎明-                                                                         | 2022年1月期 | -                                            | サンテレビ テレビ和歌山                          |                             |
| シュート!Goal to the Future                                                                | 2022年7月期 | BS日テレ BSフジ AT-X                         | 読売テレビ                                       |                             |
| 勇者パーティーを追放されたビーストテイマー、最強種の猫耳少女と出会う                       | 2022年10月期 | -                                            | 読売テレビ                                       |                             |
| ヒューマンバグ大学 -不死学部不幸学科-                                                      | 2022年10月期 | -                                            | サンテレビ                                       |                             |
| ノケモノたちの夜                                                                           | 2023年1月期 | -                                            | 読売テレビ                                       |                             |
| 事情を知らない転校生がグイグイくる。                                                       | 2023年4月期 | BSフジ アニマックス                          | 読売テレビ                                       |                             |
| 転生貴族の異世界冒険録〜自重を知らない神々の使徒〜                                         | 2023年4月期 | BS11                                         | -                                                |                             |
| 自動販売機に生まれ変わった俺は迷宮を彷徨う                                                 | 第1期 - 2023年7月期 第2期 - 2025年7月期 | 日本テレビ BS日テレ                          | -                                                |                             |
| でこぼこ魔女の親子事情                                                                     | 2023年10月期 | -                                            | -                                                |                             |
| 婚約破棄された令嬢を拾った俺が、イケナイことを教え込む                                     | 2023年10月期 | -                                            | -                                                |                             |
| 異世界でもふもふなでなでするためにがんばってます。                                         | 2024年1月期 | BS11                                         | 読売テレビ                                       |                             |
| ささやくように恋を唄う                                                                     | 2024年4月期 | テレビ朝日 BS朝日                            | 朝日放送テレビ                                   |                             |
| 魔王軍最強の魔術師は人間だった                                                             | 2024年7月期 | BS朝日                                       | -                                                |                             |
| 伊藤潤二『マニアック』                                                                     | 2024年7月期 | -                                            | -                                                |                             |
| アクロトリップ                                                                             | 2024年10月期 | フジテレビ TOKYO MX BS日テレ                 | -                                                |                             |
| 妻、小学生になる。                                                                         | 2024年10月期 | BS11                                         | サンテレビ                                       |                             |
| ハイガクラ                                                                                 | 2024年10月期 | -                                            | サンテレビ                                       |                             |
| 妃教育から逃げたい私                                                                       | 2025年1月期 | BSフジ                                       | -                                                |                             |
| いずれ最強の錬金術師?                                                                      | 2025年1月期 | BS11                                         | -                                                |                             |
| 勘違いの工房主〜英雄パーティの元雑用係が、実は戦闘以外がSSSランクだったというよくある話〜  | 2025年4月期 | BS日テレ                                     | 読売テレビ                                       |                             |
| 白豚貴族ですが前世の記憶が生えたのでひよこな弟育てます                                     | 2025年7月期 | -                                            | 読売テレビ                                       |                             |
| 勇者パーティーを追放された白魔導師、Sランク冒険者に拾われる 〜この白魔導師が規格外すぎる〜 | 2025年7月期 | BSフジ                                       | サンテレビ                                       |                             |

### 映画
- 犬夜叉シリーズ
- 名探偵コナンシリーズ
- ホテル・ハイビスカス

### イベント
- 鳥人間コンテスト
- わくわく宝島 関連番組

## 謎解きイベントのプロデュース
2010年から謎解きイベントのプロデュース事業に進出し、2015年からは謎解きイベント専門ブランドあそびファクトリーとして展開している。
あそびファクトリーの名称は、2024年5月の社名変更の際にYTEブランドに統合されている。